# 立道團造
立道 團造（たてみち だんぞう、1922年（大正11年）2月24日 - 1978年（昭和53年）12月31日）は日本の政治家。京都府舞鶴市長（1期）。

## 来歴
京都府福知山市出身。1936年（昭和11年）金山尋常高等小学校卒。卒業後は舞鶴要港部工作部造兵部機械工場に入り、見習職工の傍ら教習所見習科に入学。1938年（昭和13年）同所卒業、舞鶴工廠造兵部で働く。1945年（昭和20年）終戦により工廠解体。管業部造船部で働く。
1946年（昭和21年）舞鶴市役所に入所。戸籍係、文書統計課、総務課勤務を経て、庶務課財政係長代理、財務課長、助役となる。1974年（昭和49年）に市功労者として舞鶴市から表彰される。
1977年（昭和52年）舞鶴市長佐谷靖が6期途中で辞職、これによる市長選挙に立候補し当選した。
当選後は佐谷市政を継承し、幅広い各界各層の意見を市政に反映させ、市民の生活と権利を守り、公正で清潔な住民本位の市政の推進、市民の融和と協調を図り、平和で豊かな進めるという市政の目標を立て、市総合計画の実現を目指した。
しかし、1978年（昭和53年）秋に胃癌で市内の病院に入院。手術を受けたが、同年12月31日に死去した。翌年1月に市葬が行われた。